# Jim Varney
James Albert „Jim” Varney, Jr. (ur. 15 czerwca 1949 w Lexington, zm. 10 lutego 2000 w White House) – amerykański komik i aktor. Najbardziej znany był z roli Ernesta P. Worrella, stworzonego w latach 80. przez agencję reklamową Carden & Cherry w Nashville.

## Życiorys
Urodził się w Lexington w Kentucky jako czwarte dziecko i jedyny syn Nancy Louise (z domu Howard) i Jamesa Alberta Varneya Seniora. W wieku 8 lat brał udział w przedstawieniach w lokalnym teatrze. W 1968 ukończył Lafayette High School, gdzie wygrał Państwowy Konkurs Aktorski. W wieku 17 lat zaczął pracować jako profesjonalny aktor i artysta w różnych klubach nocnych i barach. Uczył się Shakespeare’a w Barter Theatre w Abingdon.
W 1965 jego pierwszą profesjonalną rolą aktorską był Puck w regionalnej produkcji szekspirowskiego Sen nocy letniej. W 1967 przeniósł się do Nowego Jorku, gdzie pracował jako komik i występował w teatrze obiadowym oraz w produkcjach Off-Broadwayowskich.
W 1976 regularnie występował w programie telewizyjnym CBS Johnny Cash i przyjaciele. Następnie gościł w programach: Operation Petticoat (1977), Fernwood 2-Night (1977), The New Operation Petti (1978) i Pink Lady (1980).
W 1980 wziął udział w reklamie, w której pojawiła się ta postać Ernesta P. Worrella w Dallas Cowboys Cheerleaders przy Beech Bend Park, lunaparku koło Bowling Green w Kentucky. Postać Ernesta stała się tak popularna, że wyprodukował nawet serial Się masz, Vern! (Hey Vern, It’s Ernest!, 1988), za który w 1989 otrzymał Emmy, a także serię filmów w latach 80. i 90. XX wieku. Komedia familina Walt Disney Studios Motion Pictures Ernest jedzie na biwak (Ernest Goes to Camp, 1987) odniósł ogromny sukces i zarobił ponad 25 milionów dolarów, choć przyniósł Varneyowi nominację do Złotej Maliny w kategorii „Najgorsza nowa gwiazda”. Kolejne filmy o przygodach Ernesta P. Worrella to: Ernest ratuje Święta (Ernest Saves Christmas, 1988), Ernest Goes to Splash Mountain (1989), Ernest idzie do więzienia (Ernest Goes to Jail, 1990), Największy koszmar Ernesta (Ernest Scared Stupid, 1991), Powrót Ernesta (Ernest Rides Again, 1993), Ernest idzie do szkoły (Ernest Goes to School, 1994), Ernest w NBA (Slam Dunk Ernest, 1995), Ernest jedzie do Afryki (Ernest Goes to Africa, 1997) i Ernest na wojnie (Ernest in the Army, 1998).
Użyczył głosu Cienkiemu w filmie animowanym Toy Story (1995) i sequelu Toy Story 2 (1999).
Varney był dwukrotnie żonaty, ale oba małżeństwa zakończyły się rozwodem z Jacqueline Drew (1977–1983) i Jane Varney (1988–1991). Był także wielkim fanem muzyki, zwłaszcza rock and rolla. Przez całe życie palił papierosy, powodując raka płuc. Zmarł 10 lutego 2000 w White House w Tennessee w wieku 50. lat.

## Filmografia

### Filmy
- 1982: Spittin’ Image jako szeryf
- 1987: Ernest jedzie na biwak (Ernest Goes to Camp) jako Ernest P. Worrell
- 1988: Ernest ratuje Święta (Ernest Saves Christmas) jako Ernest P. Worrell
- 1988: Hey, Vern, It’s Ernest! jako Ernest P. Worrell / różne role
- 1989: Fast Food jako Bob
- 1989: Ernest Goes to Splash Mountain jako Ernest P. Worrell
- 1990: Ernest idzie do więzienia (Ernest Goes to Jail) jako Ernest P. Worrell
- 1991: Największy koszmar Ernesta (Ernest Scared Stupid) jako Ernest P. Worrell
- 1993: Piromani (Wilder Napalm) jako Rex
- 1993: Bogate biedaki (Beverly Hillbillies, The) jako Jed Clampett
- 1993: Powrót Ernesta (Ernest Rides Again) jako Ernest P. Worrell
- 1994: Ernest idzie do szkoły (Ernest Goes to School) jako Ernest P. Worrell
- 1994: Moc uścisków (XXX’s & OOO’s)
- 1995: Ekspert (The Expert) jako Snake
- 1995: Toy Story jako Cienki (głos)
- 1995: Ernest w NBA (Slam Dunk Ernest) jako Ernest P. Worrell
- 1996: Śnieżna akademia (Snowboard Academy) jako Rudy James
- 1997: Ernest jedzie do Afryki (Ernest Goes to Africa) jako Ernest P. Worrell
- 1997: Życzenie Annabelli (Annabelle’s Wish) jako Pan Gus Holder (głos)
- 1998: Ernest na wojnie (Ernest in the Army) jako Ernest P. Worrell
- 1998: Małolaty ninja w lunaparku (3 Ninjas High Noon At Mega Mountain) jako Lothar Zogg
- 1999: Existo jako Marcel Horowitz
- 1999: Toy Story 2 jako Cienki (głos)
- 1999: Treehouse Hostage jako Carl Banks
- 2001: Daddy and Them jako Hazel Montgomery
- 2001: Atlantyda. Zaginiony ląd (Atlantis: The Lost Empire) jako Jebidiah Allardyce „Cookie” Farnsworth (głos)

### Seriale TV
- 1978: Operation Petticoat jako marynarz Broom
- 1978: Alice jako Milo Skinner
- 1983: The Rousters jako Evan Earp
- 1988: Się masz, Vern! (Hey Vern, It’s Ernest!) jako Ernest P. Worrell / różne role
- 1996: Roseanne jako Książę Carlos
- 1997: Duckman (Duckman: Private Dick/Family Man) jako Walt Evergreen (głos)
- 1998: Herkules jako król Efialtes (głos)
- 1998: Simpsonowie (The Simpsons) jako Cooder (głos)